# Mary von Bothmer (Schriftstellerin, 1836)
Mary Gräfin von Bothmer, auch Minnie Countess of Bothmer, Pseudonym Countess von Lauenbrück, geb. Mary (Minnie) Young (*  11. April 1836 in Stamford Hill; † 14. März 1901 in London) war eine britische Schriftstellerin.

## Leben
Mary (Minnie) Young war die Tochter eines landbesitzenden Kaufmanns namens John Young und seiner Ehefrau Helena, geb. Hardy. Über ihre Kindheit, Jugend und Schulbildung ist nichts bekannt.
Am 24. Mai 1856 heiratete sie in London den Grafen Hippolyt von Bothmer, der zu diesem Zeitpunkt Major in der German Legion (Krimkrieg) war und Ende 1856 britischer Staatsbürger wurde. Das Paar hatte zwei Kinder, den Sohn Alfred Felix Graf von Bothmer (1859–1934), später der achte Majoratsherr auf Schloss Bothmer, sowie die Tochter Mabel (1860–1947), die den britischen Geistlichen Rev. W. Hale Savile (1859–1925) aus dem Haus Earl of Mexborough heiratete. In den 1860er Jahren lebte die Familie in Frankreich und Deutschland.
Die Ehe mit Hippolyt von Bothmer wurde 1870 geschieden. Seit dieser Zeit lebte Mary von Bothmer mit ihren Kindern in London, zunächst bei ihrem Vater in 15, St. Stephen Square in Paddington.
Sie machte Schriftstellerei zu ihrem Beruf und veröffentlichte zahlreiche Essays und Gedichte in Zeitschriften wie Belgravia und Fraser’s Magazine. Ihr erster Roman war Strong Hands and Steadfast Hearts, der 1870 erschien. Zum Bestseller wurde ihr Buch German Home Life, zuerst erschienen als eine Reihe von Artikeln im Fraser’s Magazine. Darin beschrieb sie aus britischer Sicht ihre Erfahrungen mit deutscher Kultur der landbesitzenden Oberschicht. Das Buch erlebte drei Auflagen in rascher Folge. Schon 1867 hatte sie unter dem Pseudonym Countess Lauenbrück eine Artikel-Serie Life in a North German Château über ihre Erfahrungen bei ausgedehnten Besuchen auf Gut Lauenbrück und im Schloss Bothmer bei den Verwandten ihres Mannes geschrieben. Ihr Roman A Poet Hero beschreibt das Leben von Theodor Körner. Ihr letzter Roman Aut Caesar aut Nihil von 1883 verarbeitet die Ermordung von Zar Alexander II. im Jahr 1881. In ihren Veröffentlichungen zeigte sie „feministische Sympathien“, aber auch Standesdünkel und antisemitische Vorurteile. In ihrem letzten Roman Aut Caesar aut Nihil von 1883 offenbarte sie dann allerdings eine deutlich veränderte Weltsicht mit Sympathien für russische Juden und Liberale – „Revolution seems inevitable“. Insgesamt wird ihr Werk heute als romantic sentimental fiction eingeordnet. Sie verstand es, persönliche Erfahrungen und ihr politisches Interesse in einer Weise zu verbinden, die der literarischen Nachfrage im viktorianischen England entsprach.

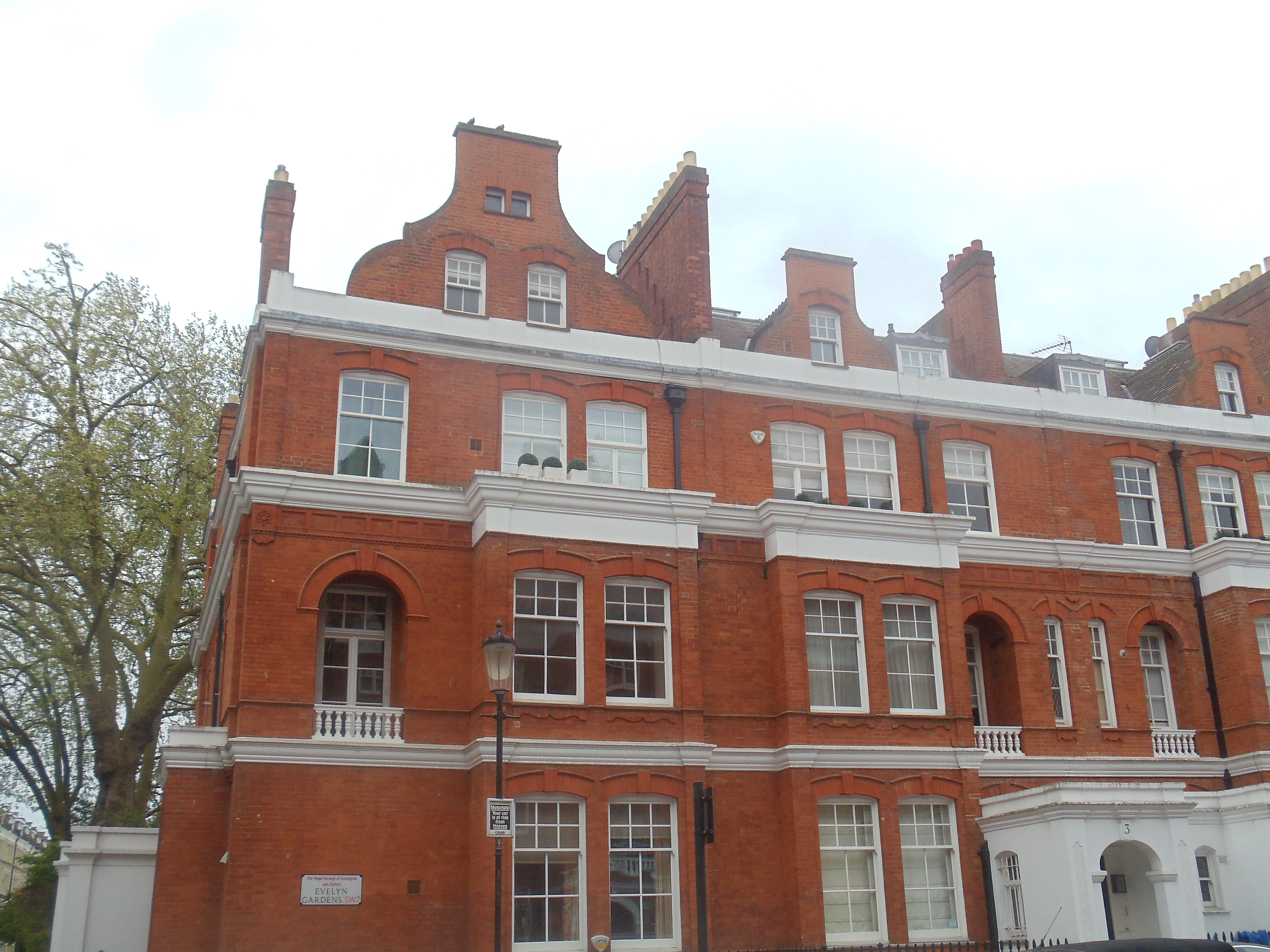
Evelyn Gardens (2014)

1891 konnte sie ein damals neu erbautes, modernes Reihenhaus in 7, Evelyn Gardens im Royal Borough of Kensington and Chelsea (SW 7) erwerben, in dem sie bis zu ihrem Tode lebte.
Mary von Bothmer starb 1901 und wurde in Wykeham in Yorkshire bei der damaligen Pfarrkirche ihres Schwiegersohnes beigesetzt. Ihr nachgelassenes Vermögen war beträchtlich und betrug über 20.000 Pfund Sterling. Erben waren ihr Sohn, ihr Schwiegersohn und James Richard Upton.
Ihre Korrespondenz mit dem Verlag Blackwood & Sons befindet sich in der National Library of Scotland. Ihre Tochter Mabel schenkte der britischen Regierung 1924 das von John Faber 1717 angefertigte Mezzotint-Porträt Hans Caspar von Bothmers zur Ausschmückung von 10 Downing Street, wo es sich bis heute befindet.

## Werke

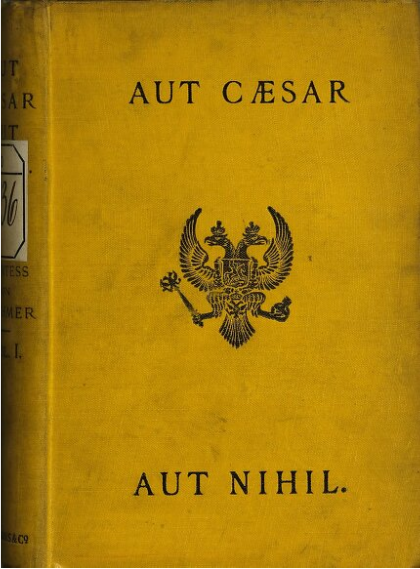
Aut Caesar aut Nihil (1883)

- (als Countess von Lauenbrück): Life in a North German Chȃteau. 1867
- (als The Countess of Bothemer) Strong Hands and Steadfast Hearts. 3 Bände, London: Tinsley Brothers 1870

Digitalisat Band 1 – Internet Archive
Digitalisat Band 2 – Internet Archive
Digitalisat Band 3 – Internet Archive
- (als The Countess von Bothmer): A Poet Hero. London: Cassell, Petter & Galpin 1870

Digitalisat
- (als The Countess von Bothmer):  Cruel as the Grave. 2 Bände, London: Henry S. King & Co. 1871

Digitalisat Band 1
Digitalisat Band 2
- (anonym) German Home Life. London: Longman’s and Green and Co. / New York: Appleton & Co. 1876,

2. Auflage 1876 Digitalisat – Internet Archive
3. Auflage 1877 Digitalisat – Internet Archive
- (als Countess M. von Bothmer): Aut Caesar aut Nihil. 3 Bände, London: Longman, Green & Co. 1883

Digitalisat Band 1, Bayerische Staatsbibliothek
Digitalist Band 2, Bayerische Staatsbibliothek
Digitalisat Band 3, Bayerische Staatsbibliothek
Fälschlicherweise wird ihr mitunter auch das von ihrer gleichnamigen Schwiegertochter Mary von Bothmer (Mary Countess A.[lfred] Bothmer, 1859–1939) verfasste Werk Sovereign Ladies of Europe (1899) zugeordnet.